# سانتی کواترو کوروناتی
سانتی کواترو کوروناتی (انگلیسی: Santi Quattro Coronati) یک بازیلیکای باستانی در رم، ایتالیا است. قدمت این کلیسا به قرن چهارم یا پنجم بازمی‌گردد و به چهار قدیسان و شهدای گمنام اختصاص دارد. مجموعه بازیلیکا با دو حیاط، کاخ کاردینال مستحکم با کلیسای سنت سیلوستر، و صومعه با صومعه زیبای خود در قسمتی ساکت و سرسبز رم، بین کولوسئوم و بازیلیکای سنت جان لاتران، در محیطی خارج از زمان ساخته شده‌است..